# Morison-Grube

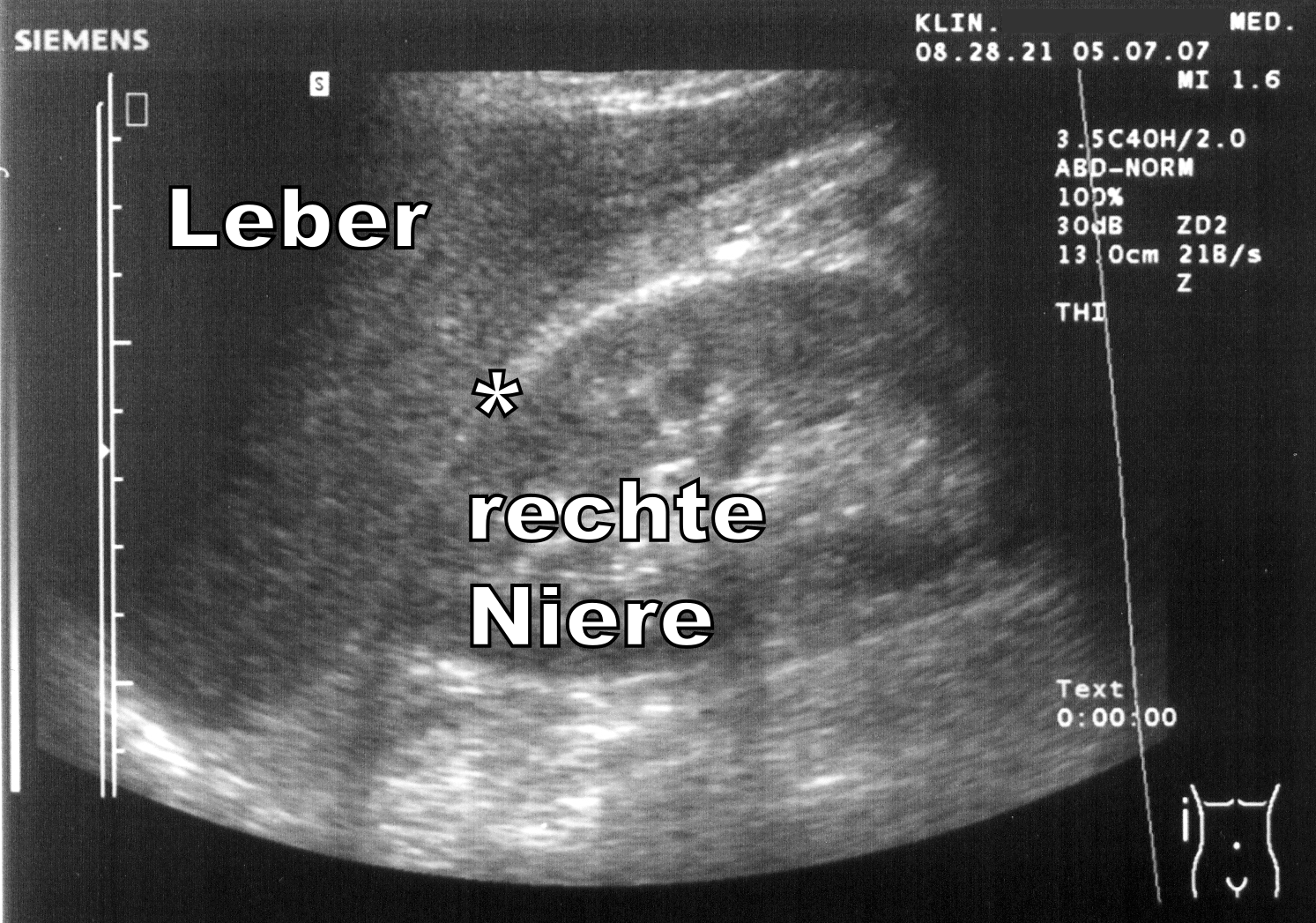
Morison-Pouch (*) ohne Flüssigkeit

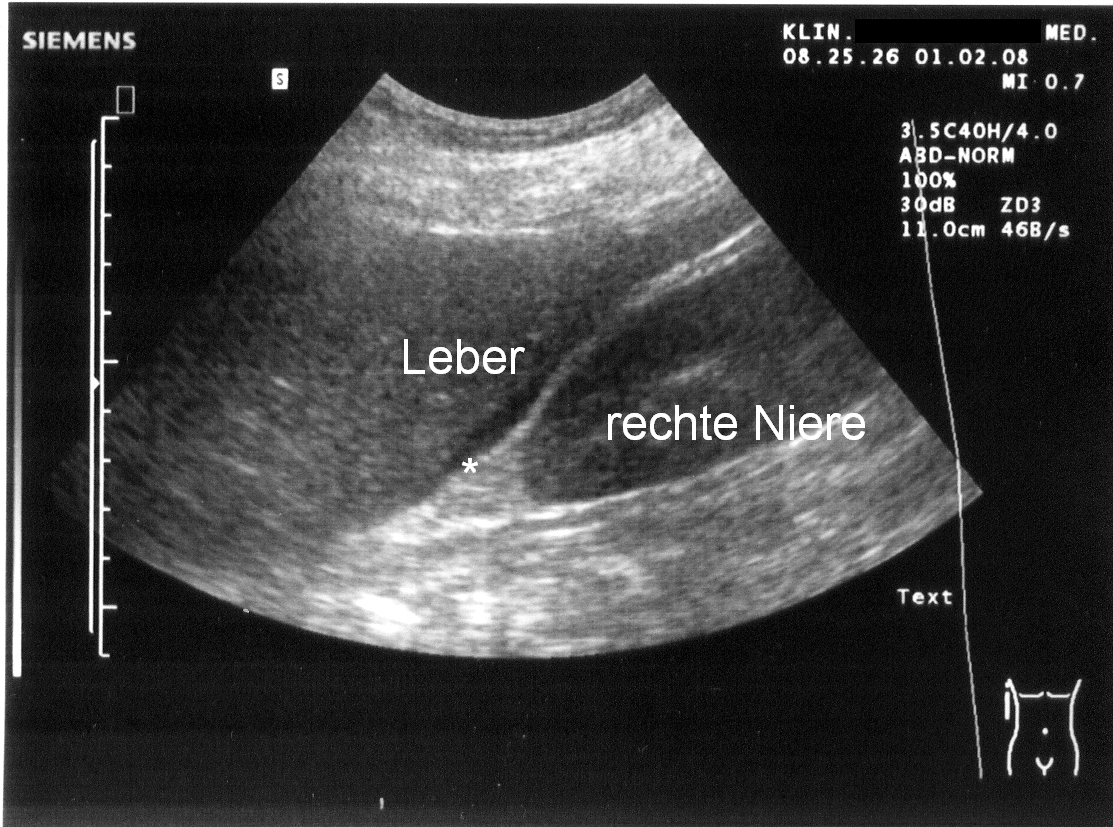
Morison-Pouch (*) mit freier Flüssigkeit

Die Morison-Grube (Morison-Tasche, Morison's pouch, Morison-Pouch, Recessus morisoni, Recessus hepatorenalis, fälschlich oft auch Morrison-Pouch u. ä.) ist ein intraperitoneal gelegener Raum. Seine Rückwand wird durch die retroperitoneal gelegene rechte Niere und seine Vorderseite durch die Rückwand des rechten Leberlappens gebildet.
Die Morison-Grube ist nach dem britischen Chirurgen James Rutherford Morison (1853–1939) benannt.
Besondere Bedeutung hat dieser Raum in der Ultraschall-Diagnostik: Bei einer Person, die auf dem Rücken liegt, ist dieser Raum in der Bauchhöhle am tiefsten gelegen, so dass sich Flüssigkeiten (zum Beispiel Blut bei Verletzung innerer Organe oder Aszites bei Erkrankungen der Leber) dort ansammeln und auch vom ungeübten Anwender des Ultraschalls erkannt werden können. Das Vorhandensein von Flüssigkeit („freie Flüssigkeit“) in diesem Raum oder im Douglas-Raum (bei weiblichen Patienten) bzw. in der Excavatio rectovesicalis (bei männlichen Patienten) führt bei einem Mehrfachverletzten in der Regel zu einer Änderung der Therapie, da das Leben des Verletzten von einer inneren Verletzung (zum Beispiel einem Riss der Milz) weitaus stärker bedroht ist als von einer Verletzung der Extremitäten.
Eine Flüssigkeitsansammlung auf der linken Seite wird im Koller-Pouch gesucht.